# Albosaggia
Albosaggia (Busasgia in dialetto valtellinese) è un comune italiano di 2 995 abitanti in provincia di Sondrio.

## Geografia fisica

### Territorio
Il comune è situato nel versante orobico della media Valtellina, di fronte alla città di Sondrio.

### Flora e fauna
Nel paese sono presenti boschi di latifoglie e, a partire dai 1.200 metri di altitudine, di conifere. Vi si trovano esemplari di cince, galli cedrone, civetta nana e vari tipi di rapaci, fra i quali l'aquila. Le aree boschive che sovrastano il paesaggio orobico ospitano pure esemplari di camoscio, capriolo, cervo, cinghiale e stambecco.

## Origini del toponimo
Il toponimo significherebbe, letteralmente, "monte santo" (dal latino volgare alpes agia, con l'aggettivo che è a sua volta modellato sul greco ἄγια, -ας), ma anche "dono santo" (qualora si consideri la combinazione del sostantivo etrusco alpa(n), frequentemente inciso su ex voto, con l'aggettivo greco) o "luce santa" (< lat. alba + gr. ἄγια). Va però detto che la sillaba iniziale al- potrebbe essere spiegata come esito di aferesi a partire da un originario val-busàʃa, attestato in una fase antica del dialetto locale (albosaggia < *al-busàʃa < val-busàʃa), dove val- sarebbe da legare alla base pre-latina *bogy- / *būgy-, di norma impiegata per indicare cavità o avvallamento. Secondo un'altra interpretazione, meno accreditata ma sicuramente suggestiva, il nome sarebbe da ricondurre alla gens romana Albucia o Albutia, di origine ligure (è ormai appurato come, già prima della conquista romana della Valtellina, il territorio fosse abitato da una massiccia componente etrusco-ligure insieme con l'elemento celtico): il derivato prediale *albutiaca/*albutiacula, ricorstruito a posteriori a partire dal gentilizio Albutius (un Publio Albuziano è testimoniato da un'epigrafe di Varese), spiegherebbe la genesi del toponimo, accomunandola a quella di altre località (vd. Albusciago, Albuzzano). In ogni caso, i membri della gens Albutia citati dalle fonti furono attivi soprattutto a Roma, Mediolanum e Novaria. Data la natura del territorio, non è da scartare l'ipotesi per cui Albosaggia derivi dal latino tardo albosarius, "boscaiolo".

## Storia
ll ritrovamento nel suo territorio di un'ascia in bronzo ad alette fa pensare all'esistenza di un insediamento preistorico nella zona. In età imperiale romana (almeno fino al V secolo d.C.) la Valtellina rappresentò un importante punto di collegamento tra la Gallia Cisalpina e la Raetia, ma non si assistette alla fondazione né di castra né di nuovi centri urbani. La prima traccia documentale di Albosaggia risale al XIII secolo, quando il borgo che costituiva il nucleo del paese, detto Paradiso, venne citato in alcuni atti. Tra il 1354 e il 1357 venne costruito il primo nucleo della futura chiesa parrocchiale di S. Caterina. La storia locale è intensamente legata a quella della famiglia Paribelli, il cui palazzo familiare è tuttora presente in paese e lo sovrasta da una posizione sopraelevata. Tra i membri di questa famiglia, insignita del titolo di "nobile del Sacro Romano Impero" dal 1581, si ricordino Lorenzo e Gian Giacomo, diplomatici presso le corti europee, e poi Cesare, promotore della Repubblica Napoletana nel governo provvisorio della quale entrò a far parte nel 1799.

### Simboli
Lo stemma e il gonfalone sono stati concessi con decreto del presidente della Repubblica del 24 novembre 1983.
Il gonfalone è un drappo partito di bianco e di rosso.

## Società

### Evoluzione demografica
Abitanti censiti

## Cultura

### Eventi
In Albosaggia ogni anno vengono organizzate varie manifestazioni, tra cui i mercatini natalizi e il festival della letteratura "Il Paese delle Storie" nel mese di maggio,a inizio ottobre “Scargaámuut” dedicato al mondo degli alpeggiatori in collaborazione con il comune di Caiolo.

## Geografia antropica
È diviso principalmente in quattro frazioni:
- Porto, chiamato così per via della funzione che un tempo svolgeva: prima della costruzione del ponte sull'Adda, il collegamento tra il paese e Sondrio era affidato a piccole imbarcazioni che partivano appunto da questa zona. È la prima frazione ad essere raggiunta da Sondrio, ospita una porzione del Sentiero Valtellina e si affaccia direttamente sul fiume Adda.
- Torchione, situato nella parte centrale del paese, in corrispondenza del conoide formato dal torrente omonimo, abbraccia la maggior parte del territorio abitato di Albosaggia e ospita una grande porzione dei terreni agricoli del comune e dei servizi: è raggiungibile sia da ovest, provenendo da Caiolo, sia da nord, attraverso la località "Porto", e da est attraverso la frazione sopraelevata "Moia";
- Moia, situata nella parte orientale, prende il nome dal terreno paludoso che un tempo caratterizzava la zona; qui ha sede una delle tre chiese principali, quella dedicata ai santi Giacomo e Filippo; il territorio è delimitato da due torrenti, la Marzigogna e l'Orsenigo, e collega Albosaggia al comune confinante Faedo;
- Centro anche conosciuto come "Paradiso", situato nella parte alta del paese in corrispondenza del centro geografico; è sede del municipio di Albosaggia e della chiesa parrocchiale di Santa Caterina.

## Economia
Paese a forte vocazione agricola e zootecnica fino all'inizio del XX secolo, fu successivamente convertito all'attività industriale e infine commerciale, artigianale, edilizio e terziario.
Ad Albosaggia è presente pure una centrale idroelettrica, costruita nel 1922 sul torrente Torchione, ora di proprietà di Enel Green Power.

## Amministrazione
| Periodo | Periodo   | Primo cittadino | Partito                          | Carica  | Note  |
| ------- | --------- | --------------- | -------------------------------- | ------- | ----- |
| 2018    | 2023      | Graziano Murada | Lista civica Murada x Albosaggia | Sindaco | [ 8 ] |
| 2023    | in carica | Graziano Murada | Lista civica Murada x Albosaggia | Sindaco | [ 8 ] |

### Gemellaggi
- Beaufort

## Leggende locali
- La leggenda della Magada
- La Magada sul sito del dialetto di Albosaggia
- La leggenda del Bec